# (36234) 1999 UB42
1999 UB42 (asteroide 36234) é um asteroide da cintura principal. Possui uma excentricidade de 0.12405010 e uma inclinação de 7.97341º.
Este asteroide foi descoberto no dia 20 de outubro de 1999 por LINEAR em Socorro.